# Мейна
Мѐйна (на италиански и на пиемонтски: Meina) е малко градче и община в Северна Италия, провинция Новара, регион Пиемонт. Разположено е на 214 m надморска височина. Населението на общината е 2517 души (към 2014 г.).